# Fort St. John
Fort St. John è una città della Columbia Britannica, in Canada, situata nel distretto regionale di Peace River.